# رونالد توماس (كاتب)
رونالد توماس (بالإنجليزية: R. S. Thomas) (و. 1913 – 2000 م) هو شاعر، ومؤلف، وكاتب من المملكة المتحدة، وويلز، والمملكة المتحدة لبريطانيا العظمى وأيرلندا، ولد في كارديف، توفي عن عمر يناهز 87 عاماً.

## التعليم
تعلم في جامعة بانغور.

## جوائز
حصل على جوائز منها:
- جائزة تشلمندلي [الإنجليزية]‏
- ميدالية الشعر الذهبية للملكة [الإنجليزية]‏.

## روابط خارجية
- رونالد توماس على موقع الموسوعة البريطانية (الإنجليزية)
- رونالد توماس على موقع ميوزك برينز (الإنجليزية)